# Рух за національне відродження
Рух за національне відродження (фр. Mouvement de Redressement National, MORENA) — колишня опозиційна політична партія в Габоні за часів правління президента Омара Бонго.

## Історія
Рух було утворено у 1970-их роках вигнанцями з Габону, які проживали у Парижі. Був заборонений в Габоні, а у Франції перебував у підпіллі до перемоги Французької соціалістичної партії на виборах у травні 1981 року. Представники партії звинувачували президента Бонго в корупції та інших злочинах.
У листопаді та грудні 1981 року було заарештовано сімох найвідоміших лідерів Руху, що призвело до масових заворушень. Результатом заворушень став арешт 260 осіб, страта 37 осіб і засудження до ув'язнення до 20 років 29 осіб. Окрім того, організація Міжнародна амністія пізніше стверджувала, що низку бранців піддавали тортурам. Всі ті події спричинили міжнародний протест. 1983 року президент Франції Франсуа Міттеран закликав владу Габону до діалогу з опозицією. Після цього багатьох заарештованих було амністовано.
Рух продовжував свою діяльність у Парижі під проводом Поля Абессола, який вів діалог з режимом Бонго. Зокрема, Бонго публічно запропонував вигнанцям повернутись на батьківщину та об'єднатись із Габонською демократичною партією, в результаті чого деякі представники партії повернулись до Габону. 1985 року Рух склав кістяк уряду Габону в екзилі, який очолив Макс Аніс Кумба-Мбадінга.